# Doreissou
Doreissou  (ou Doreisou, Doriessou) est une localité du Cameroun située dans la commune de Kai-Kai, le département du Mayo-Danay et la Région de l'Extrême-Nord, à proximité de la frontière avec le Tchad.

## Population
En 1967, la localité comptait 2 482 habitants, principalement Mousgoum. À cette date, elle était dotée d'une école publique à cycle incomplet. Le marché hebdomadaire s'y tenait le vendredi.
Lors du recensement de 2005, on y a dénombré 9 206 personnes.

## Infrastructures
Doreissou est doté d'un lycée public d'enseignement général qui accueille les élèves de la 6e à la Terminale.